# Räfflad nagelskivling
Räfflad nagelskivling (Gymnopus fusipes) är en svampart som först beskrevs av Pierre Bulliard (v. 1742–1793), och fick sitt nu gällande namn av Samuel Frederick Gray 1821. Enligt Catalogue of Life ingår Räfflad nagelskivling i släktet Gymnopus,  och familjen Marasmiaceae, men enligt Dyntaxa är tillhörigheten istället släktet Gymnopus,  och familjen Omphalotaceae. Arten är reproducerande i Sverige. Inga underarter finns listade i Catalogue of Life.